# Beinn Dearg (Perth and Kinross)
Beinn Dearg är ett berg i Storbritannien.   Det ligger i kommunen Perth and Kinross och riksdelen Skottland, i den norra delen av landet, 600 km norr om huvudstaden London. Toppen på Beinn Dearg är 1 008 meter över havet.
Terrängen runt Beinn Dearg är huvudsakligen kuperad, men åt sydväst är den platt. Trakten runt Beinn Dearg är nära nog obefolkad, med mindre än två invånare per kvadratkilometer. Det finns inga samhällen i närheten. Omgivningarna runt Beinn Dearg är i huvudsak ett öppet busklandskap.